# Finlândia nos Jogos Olímpicos de Inverno de 1972
A Finlândia competiu nos Jogos Olímpicos de Inverno de 1972, realizados em Sapporo, Japão.